# Andrea Beltrami
Andrea Beltrami  (* 24. Juni 1870 in Omegna; † 30. Dezember 1897 in Turin) war ein italienischer Schriftsteller, Salesianer Don Boscos und römisch-katholischer Priester. 
Er trat 1883 in das salesianische Kolleg in Lanzo Torinese ein, wurde 1886 von Don Bosco in Foglizzo selbst eingekleidet. Von 1888 bis 1889 folgten Studien am salesianischen Gymnasium Valsalice in Turin. Schließlich erhielt er am klassischen Gymnasium Vincenzo Gioberti in Turin sein Diplom. Anschließend studierte er an der Literaturwissenschaftlichen und Philosophischen Fakultät der Universität Turin. 
1891 erkrankte er an Tuberkulose, weshalb ihn Giovanni Cagliero vorzeitig zur Profess und Priesterweihe zuließ. 1892 trat er bei den Salesianern ein, 1893 wurde er zum Priester geweiht. Nach einigen Jahren Leidens starb er im Alter von 27 Jahren in Turin. Während dieser vier Jahre schrieb er etwa 20 Werke, die posthum veröffentlicht wurden. Dazu kamen Übersetzungen, zum Beispiel die italienische Übersetzung der kritischen Ausgabe des ersten Bandes der Werke des hl. Franz von Sales.
1920 eröffnete Papst Benedikt XV. den Seligsprechungsprozess, nachdem der zuständige Diözesanbischof den Gerichtshof dafür errichtet hatte. Am 5. Dezember 1966 wurde er als verehrungswürdig erklärt.

## Schriften (Auswahl)
- Perle e diamanti. Turin 1897.
- Massime del Santo Don Bosco, S. Benigno Canavese 1898. Neuauflage 2010, ISBN 8861382606.
- L’aurora degli astri, ossia La giovinezza di personaggi illustri. Turin 1898.
- Napoleone 1. Turin 1898.
- Vita popolare di san G. B. de la Salle, fondatore dell’Istituto dei Fratelli delle Scuole Cristiane. Turin 1900.
- Giovanna d’Arco detta la Pulcella d’Orléans: Storia della sua vita, Turin 1901, Neuauflage 2010, ISBN 1143372964.
- La sposa del Sacro Cuore, ossia la beata Margherita Maria Alacoque. Storia della sua vita. Turin 1902
- S. Benedetto di Norcia : patriarca dei monaci d’occidente. Turin 1924.